# Jean-Joseph Kapeller

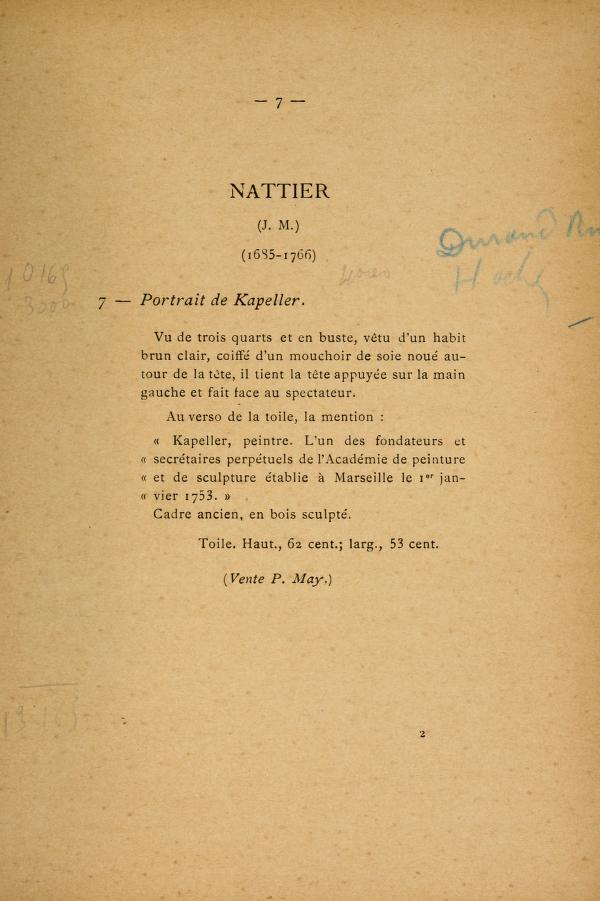
Mention du seul portrait connu de Jean-Joseph Kapeller par Jean-Marc Nattier (localisation inconnue).

Jean-Joseph Kapeller est un peintre, architecte et géomètre français né le 24 juillet 1706 à Marseille et mort le 29 novembre 1790.
Influencé par Jean-Baptiste de La Rose et surtout par son contemporain Joseph Vernet, il s’oriente vers la peinture de paysage et plus particulièrement de marines. En 1756, il réalise son œuvre majeure, l’Embarquement du corps expéditionnaire de Minorque au port de Marseille sous les ordres du duc de Richelieu. Avec son contemporain Charles François Lacroix de Marseille, il peint des paysages maritimes qui marquent une étape dans l'appréciation des marines en Provence dans la deuxième moitié du XVIIIe siècle.
Aux côtés de Michel-François Dandré-Bardon, Kapeller cofonde l’Académie de peinture et de sculpture de Marseille et en devient directeur-recteur en 1771. Il y donne des cours de dessin et de géométrie auxquels participe son principal élève, Jean Henry dit « Henry d'Arles ».
Jean-Joseph Kapeller est une figure importante de la franc-maçonnerie marseillaise de son époque puisqu'il a le titre de grand maître de la loge des Chevaliers de l’Orient. Mais il est également recteur du tiers ordre franciscain des Récollets en 1745, et membre d'une chapelle de pénitents.
La plupart des œuvres de cet artiste, célèbre de son temps à Marseille, mais aujourd’hui oublié et qui semble avoir eu une notoriété cantonnée à la région provençale, sont perdues et extrêmement rares. Le marché de l'art, les murs des bastides marseillaises, dont certaines conservent encore à travers de grandes tapisseries peintes le témoignage de son art, et les collections publiques des musées de Marseille et de Toulon, permettent en de rares occasions de redécouvrir ce peintre provençal du XVIIIe siècle.

## Biographie
Le père de Jean-Joseph Kapeller, Jean-Georges Kapeller, lui-même peintre et originaire de Meilen (canton de Zurich), épouse Marie-Anne Daignan à Marseille le 11 janvier 1701. Jean-Georges Kapeller semble apprécié des critiques d'art de son époque (fin du XVIIe siècle - début du XVIIIe siècle) puisqu'on évoque « l'ardeur de son zèle pour tout ce qui concerne l'école, les artistes et les choses de l'art. » Jean-Joseph Kapeller naît l'année suivante. Jean-Georges Kapeller meurt avant 1723, peut-être lors de la peste de 1720, selon Joseph Billioud.
Jean-Joseph Kapeller épouse Anne-Marie Mouren le 24 janvier 1723 dans la collégiale Saint-Martin. Deux enfants naissent de ce premier mariage, Pierre-Paul Kapeller, peintre, professeur et associé-agrégé à l'Académie en 1753, établi dans les colonies espagnoles de l'Amérique et qui se spécialise dans les peintures de coquillages, exposées à l'Académie de peinture en 1757 ; et Marie-Eugénie Kapeller, dite dans son testament de 1778, « veuve Mullard ».

### Membre fondateur de l'Académie de peinture de Marseille

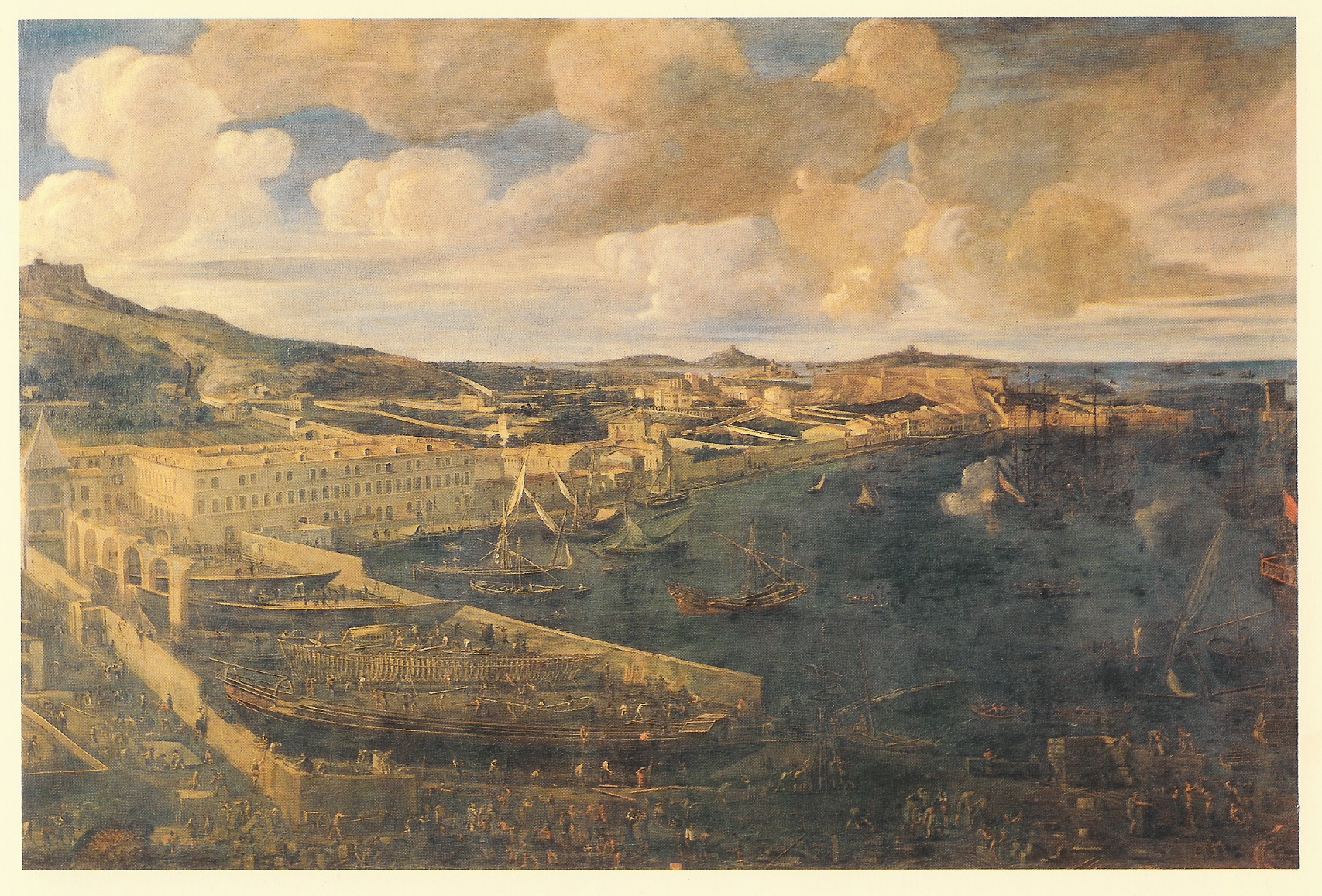
Jean-Baptiste de La Rose, Arsenal des Galères de la ville de Marseille (1666), Marseille, musée de la Marine.

Elle est fondée en 1752 sous la Direction du peintre Michel-François Dandré-Bardon. Les dépenses d'installation de l'Académie en 1753 sont supportées par tous les professeurs, et Verdiguier et Kapeller prennent à leur charge la fourniture des prix remis aux élèves doués. Kapeller devient secrétaire en 1753 puis secrétaire perpétuel de 1756 à 1787, lorsqu'un arrêt du Conseil d'État reconnaît officiellement l'Académie en 1756, et enfin directeur-recteur de cette société savante à partir de 1770-1771, succédant alors à Honoré Revelly.

Jean-Joseph Kapeller semble avoir été un des principaux rédacteurs des statuts de l'Académie et le style employé « presque enfantin, tracé par une main inexpérimentée, qui ignore les règles de l'orthographe et les finesses de la langue française », fait sourire les critiques d'Art, Étienne Parrocel en tête, qui considèrent le peintre méridional comme un provençal de vieille roche, qui pense dans sa langue maternelle et la traduit dans ce français qui lui est si peu familier : 

« […] Oh ! Messieurs, n'allez pas sourire à la rédaction presque enfantine de ces statuts tracés par une main inexpérimentée, qui ignore les premières règles de l'orthographe et les finesses de la langue française. Kapeller qui tient la plume, dont le pinceau rappelle celui de Joseph Vernet, et dont les compositions gracieuses sont empruntées à son imagination autant qu'à la nature ; Kapeller est un provençal de vieille roche ; il pense dans sa langue maternelle et il la traduit dans ce français qui lui est si peu familier : mais ramenez ses phrases à l'idiome dans lequel Kapeller les a condensées dans son cerveau, elles reprendront aussitôt cette couleur virile, chaude, enthousiaste, pleine de foi et d'amour de la gloire, qui forme le fond de sa nature méridionale par excellence. »

— Étienne Parrocel, Réunion des Sociétés des beaux-arts des départements, 15 au 19 avril 1884, p. 76 et 77.
Lorsque l'Académie doit supporter le déménagement du siège hors de l'Arsenal des galères — où elle était logée gratuitement depuis 1753 — vers les allées de Meilhan où elle s'installe en 1781, ses besoins financiers dépassent nettement le montant des sommes allouées par les échevins municipaux. Jean-Joseph Kapeller et Étienne Moulinneuf sont nommés députés en qualité de commissaires chargés de tenter d'obtenir de l'hôtel de ville des moyens financiers supplémentaires.

### Enseignement dispensé
Les connaissances de Kapeller dans le domaine de l'architecture incitent Dandré-Bardon, directeur perpétuel de l'Académie, à lui confier la classe de géométrie et à le nommer professeur perpétuel de géométrie. Cet enseignement comprend « la géométrie élémentaire, la géométrie transcendante et la géométrie sublime qui applique le calcul différentiel, principalement le calcul intégral à la connaissance des courbes et des surfaces ». Cet enseignement est obligatoire pour les élèves de l'Académie de Marseille, parmi lesquels on compte le futur mariniste marseillais Antoine Roux (1765-1835), car la connaissance de cette matière est aussi nécessaire aux peintres et aux sculpteurs qu'aux architectes et aux astronomes. Cette classe constitue le premier degré ; Kapeller prodigue dans un deuxième temps l'étude des ordres d'architecture. Les élèves ne sont admis à dessiner la tête et même l'ornement qu'après ces études préparatoires.
Kapeller est enfin professeur « de méchanique » selon les termes mêmes des listes de l'Académie de peinture et de sculpture de Marseille.
Les livraisons des années précédentes de l'Almanach historique de Marseille de Grosson signalent qu'il tient déjà une « École de mathématiques, de dessin d'architecture civile et militaire » à son domicile, rue d'Aubagne.
Selon le professeur Régis Bertrand, Kapeller semble conserver ses fonctions à l'Académie jusqu'en 1787 : « octogénaire, il est alors remplacé par l'architecte Jacques Dageville (1723 † 1794). »

### Élèves
À la demande de Claude Joseph Vernet, Jean-Joseph Kapeller forme le peintre Henry d'Arles, fils d'un commis du bureau des fermes,  durant six ans. Le jeune élève a été présenté au peintre Jean-Joseph Kapeller venu à Arles décorer le salon de l'hôtel des fermes. Le Maître remet à son disciple le premier prix de peinture décerné pour la première fois par l'Académie à un élève en 1753. Le jeune Henry se rapproche ensuite de Vernet et devient son rapin, affublé du surnom de « singe de Vernet [sic] ». Kapeller dispense, avec d'autres peintres, tels David de Marseille ou Jean-Baptiste Giry, des cours de peinture, de dessin et de géométrie dans lesquels on remarque la présence de Jean-Antoine Constantin, ou de François Topino-Lebrun. Les archives de l'Académie de peinture conservées à la bibliothèque municipale de Marseille indiquent que Kapeller propose aux amateurs et aux élèves des peintures de natures mortes, de poissons ou de plantes marines comme sujets d'étude.

## Fonctions civiques et spirituelles
Il cumule dans la cité ces fonctions à l'Académie avec celles de commissaire de police durant seize années, fonction purement honorifique et gratuite.

### Grand maître de loge maçonnique
ANNO DOMINI MDCCXLVII

REGN. LUDOVICO XV. GALL

REGE.

PRIMUM SUAE DOMUS AEDIFI

DIRIGENTE KAPELER ARCHIT

F A M. LAPIDEM POSUIT

L'an du Seigneur 1747

reignant Louis XV, Roi de

France.

JJP Linossier a posé la 

première pierre de sa maison

édifiée sous la direction de

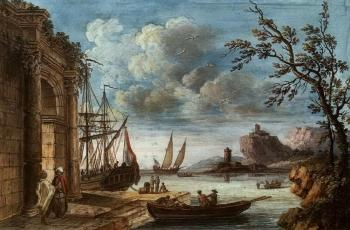
Jean-Joseph Kapeller, Vue d'un port animé (1779), gouache, localisation inconnue.

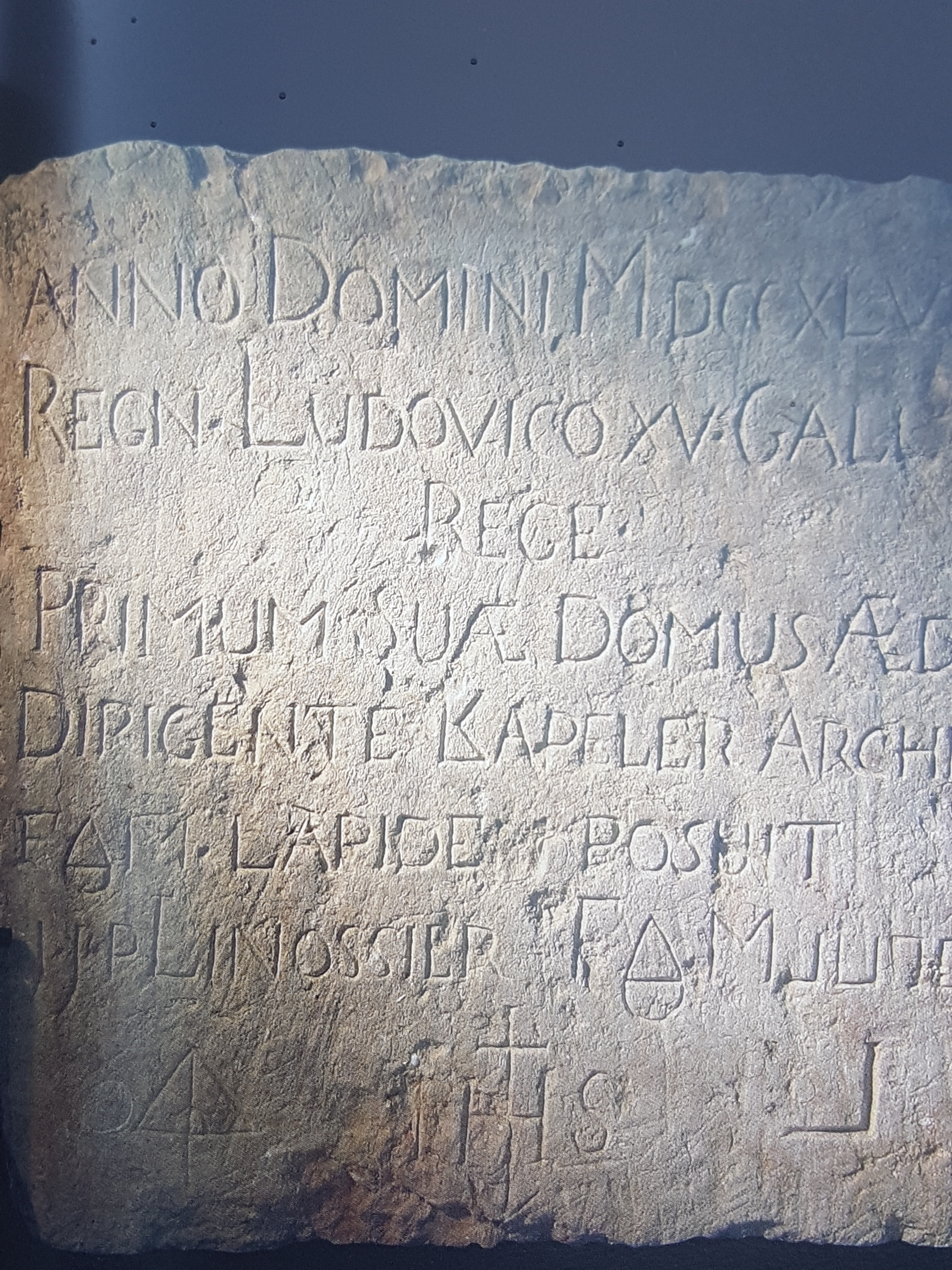
Pierre de fondation de la maison de la Rue-qui-rage (1747).

Jean-Joseph Kapeller est également franc-maçon puisqu'il a le titre de Grand-Maître de la loge des Chevaliers de l'Orient. Un certificat émanant de la loge Saint-Ferréol de Marseille, en date du 2 août 1750,, compte parmi ses signataires un « Kapeller, G. Me. [grand maître] des Chevaliers de l’Orient - Général ». Étienne Moulinneuf est aussi membre de la loge Saint-Ferréol à ses côtés.
Des inscriptions lapidaires sur des pierres taillées (pierres fondamentales de l'édifice), découvertes dans le quartier de la Bourse à Marseille, conservées au musée d'Histoire de Marseille et mentionnant le nom de « Kapeler », permettent de penser qu'il est également compagnon tailleur de pierres. En effet, en 1747, il participe à la reconstruction de la bâtisse du négociant Jean-Jacques Pascal Linossier, localisée près de la collégiale Saint-Martin.

### Membre d'associations religieuses
Selon le professeur Régis Bertrand qui s'appuie sur les travaux de Maurice Agulhon, au XVIIIe siècle, la franc-maçonnerie n'est pas incompatible avec des croyances religieuses. Dès lors, Jean-Joseph Kapeller peut appartenir simultanément à une loge mais également à une chapelle de pénitents, à un tiers ordre ou à une confrérie charitable.
Ainsi en 1724, Kapeller entre dans la confrérie de Saint-Louis roi de France. Le 14 février 1740, le peintre est aussi admis à la probation dans le tiers ordre franciscain des Récollets et sa profession, sous le nom de frère de l'Immaculée Conception, y est reçue le 12 mars 1741. Le peintre  est élu sous-recteur de ce tiers-ordre en septembre 1741 et discret (conseiller) en 1742 et 1743 puis enfin recteur subrogé en 1773. Les fonds d'archives existants de ce tiers ordre permettent de retracer avec précision le parcours de Kapeller chez les Récollets.
Il est enfin membre de la compagnie des Pénitents bleus de Saint-Martin avec le titre de prieur en 1771.
Le 15 octobre 1733, Jean-Joseph Kapeller « se marie en secondes noces avec Jeanne Esther Hector, native de Lausanne. Ils ont au moins, pour enfants, Catherine Henriette, Jean-Baptiste Toussaint et Adélaïde ». Adélaïde Kapeller (1746-1778), associée académicienne en 1772, est mentionnée en qualité de peintre. Un quatrième enfant naît également de ce second mariage, Françoise-Hypolite Kapeller, épouse Spitalery.
Il épouse en troisièmes noces Magdeleine Trouche, dont il est veuf à sa mort, en 1790.
Jean-Joseph Kapeller rédige plusieurs testaments et modifie ses dernières volontés lorsque épouse ou enfants meurent les 9 août 1769, 27 juin 1778 et 8 octobre 1790.

## Œuvre

### Le peintre

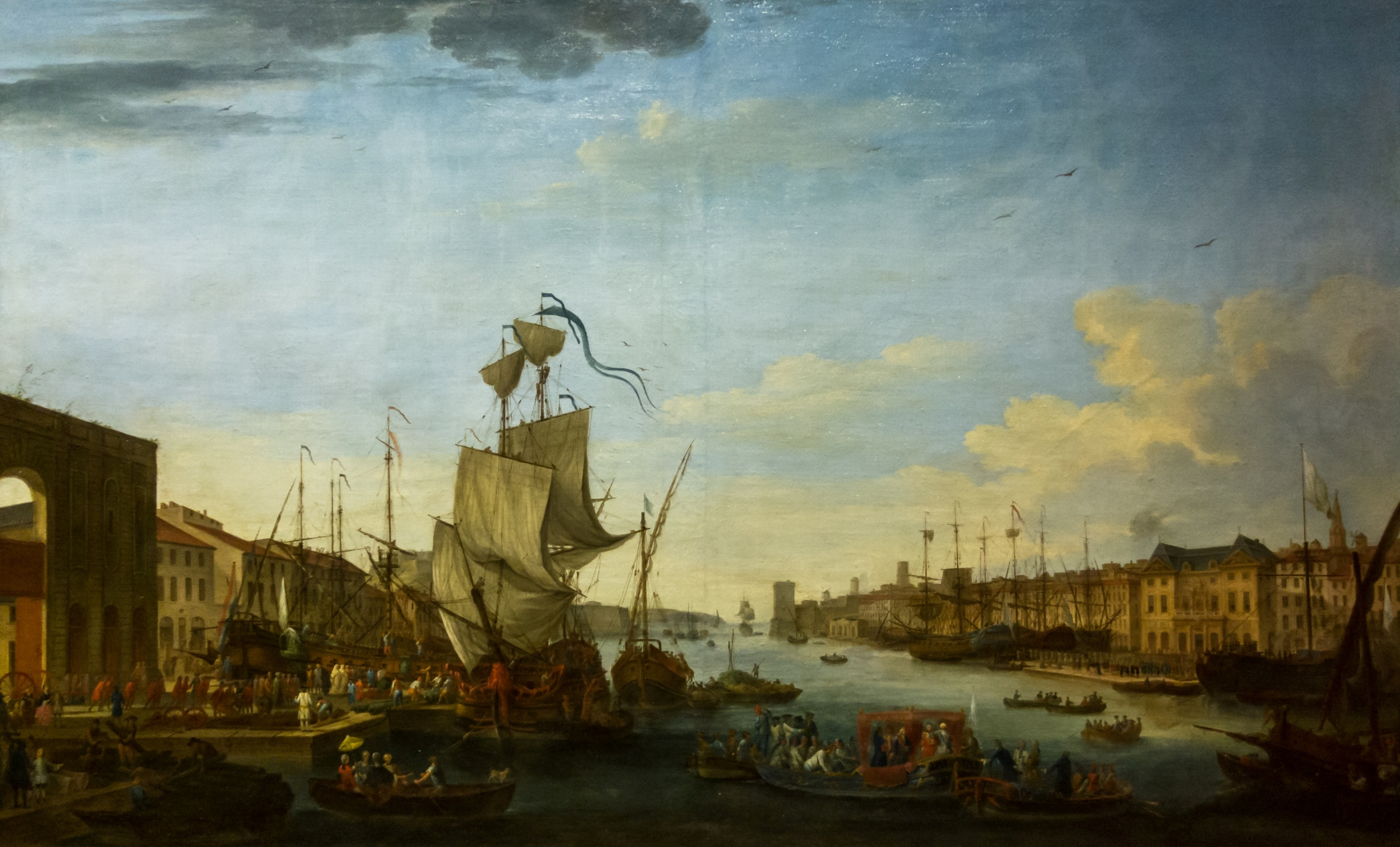
Jean-Joseph Kapeller, Embarquement du corps expéditionnaire de Minorque au port de Marseille sous les ordres du duc de Richelieu (1756), musée des Beaux-Arts de Marseille.

La mode des grandes compositions représentant des marines est lancée par Claude Joseph Vernet qui a reçu une commande importante pour la représentation des Ports de France. En 1752 l'artiste peint deux Vues du Port de Marseille qui lui valent l'année suivante son admission à l'Académie royale de Paris. Le voyage à Marseille de ce Maître exerce une influence décisive sur Kapeller qui le choisit pour directeur et se lance à son tour dans cette voie. Plusieurs membres de l'Académie de Marseille font de même, faute d'amateurs pour la peinture d'Histoire. Les critiques d'Art, notamment Léon Lagrange, témoignent de l'autorité manifeste de Vernet sur les ouvrages de son élève.
Jean-Joseph Kapeller peint fréquemment de grandes toiles tendues en tapisseries pour les bastides marseillaises ou même des paravents, selon Léon Lagrange. Les inventaires de biens confisqués aux émigrés en l'an II indiquent que Sube possède une collection de gravures, « deux desseins [sic] de Kapeller en camailleu [sic] rouge, ses quadres [sic] dorés et ses glasses devant » et que l'émigré Cayrac est propriétaire  « d'un tableau en paysage peint par Kapeler avec son quadre [sic] doré ». En 1771, trois grandes toiles peintes en tapisserie représentant le port de Marseille et exécutées pour les pièces de réception d'une bastide par Kapeller l'année même ou il est nommé recteur de l'Académie de peinture sont également considérées comme l'une des compositions importantes de l'artiste.
Une de ses œuvres majeures est l’Embarquement du corps expéditionnaire de Minorque, signée et datée du 26 mars 1756 et exposée cette année-là pour la première fois dans la salle du Modèle de l'Académie de peinture de Marseille sous le titre : Le Port de Marseille et l'embarquement des munitions de guerre et de bouche que l'on a fait pour l'expédition de l'île de Minorque, par les ordres et en présence de M. le maréchal de Richelieu. Cette grande toile, entrée par don dans les collections nationales en 1941 (Marseille, musée Cantini).

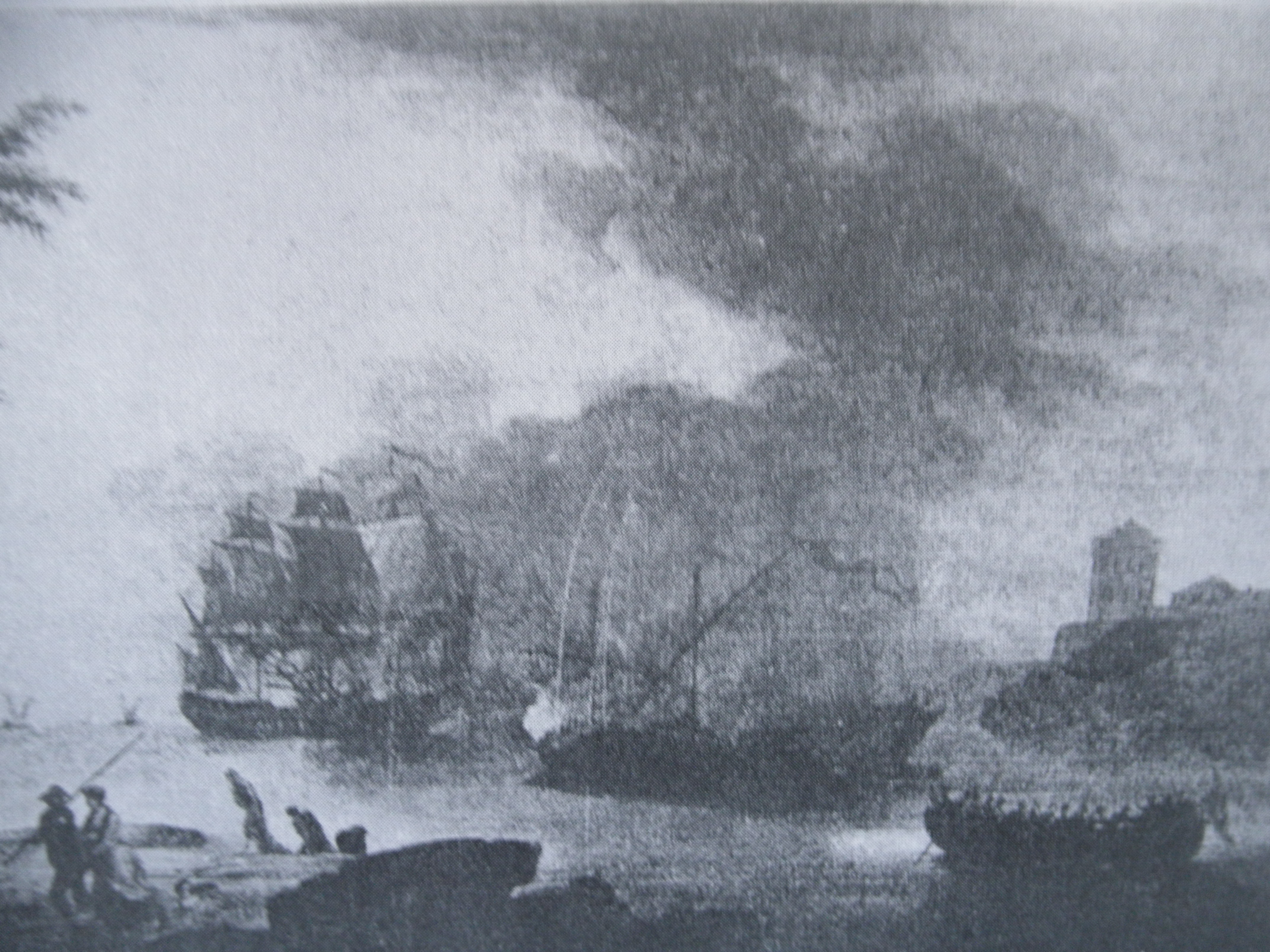
Jean-Joseph Kapeller, Combat naval, Marseille, musée des Beaux-Arts.

Le Combat Naval est une de ses toiles notables. Parfois mentionnée comme un Combat entre une galère et des frégates, peinte également à Marseille, elle est de taille moyenne (73 × 125 cm). Elle fait partie du fonds de peintures anciennes des collections du musée des Beaux-Arts de Marseille.
Il est également connu pour ses tableaux d'architecture ou ses compositions florales, ses dessins à l'encre de Chine, à la pierre noire, ses gouaches ou ses portraits au pastel.
L'Hôtel-Dieu de Marseille lui confie, par délibération du 26 avril 1759, l'exécution des portraits de ses bienfaiteurs.
En 1775, la commune de Cassis lui commande la peinture de treize écussons aux armes de la ville et treize écussons aux armes de M. Brémond, premier consul, pour figurer aux obsèques de ce dernier. Le critique d'art Étienne Parrocel indique qu'en 1763, il expose « sept tableaux de natures mortes et aussi, des oiseaux, papillons, insectes, plantes, botanique, poissons, momies [sic], dessinés avec une précision remarquable, en vue d'un ouvrage sur l'histoire naturelle. »

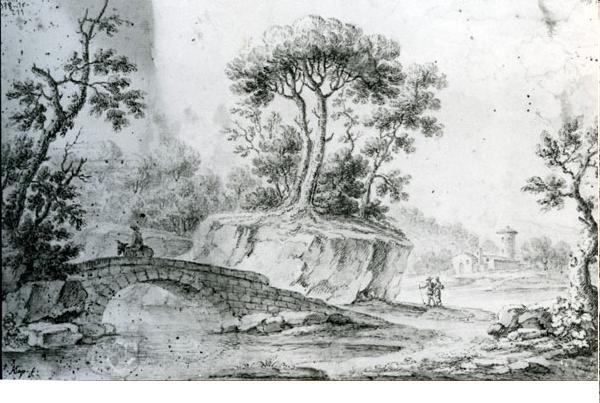
Jean-Joseph Kapeller Paysage avec vieux pont et forêt, plume et lavis de sépia, musée d'Art de Toulon.

Jean-Joseph Kapeller est aussi un peintre de paysage influencé par Jean-Baptiste de La Rose et son fils Pascal, longtemps directeur des travaux de peinture pour l'Arsenal de Toulon. Il est moins connu pour ses scènes de genre (Pêcheurs et buveurs, 1757). Un Combat entre une galère et des frégates et un Bord de mer avec ruines ornent les murs du Château Borély qui appartient à Pierre-Léandre, comte de Panisse-Passis, héritier de Louis de Borély. 

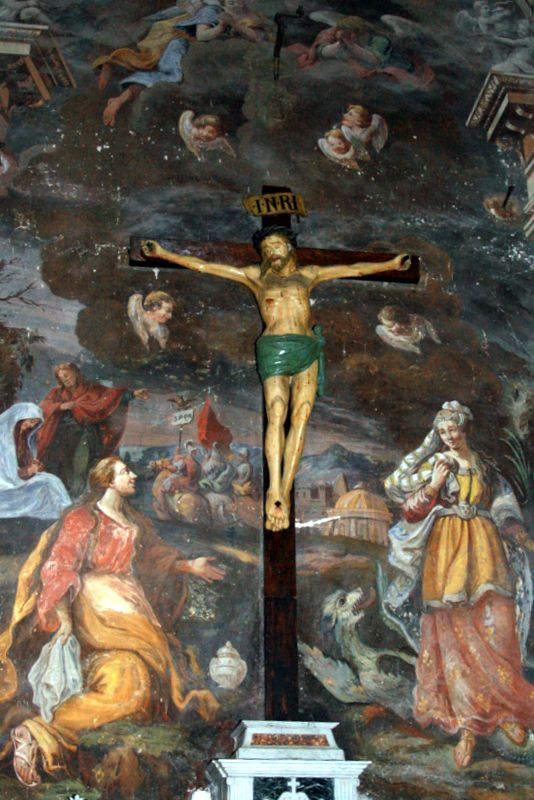
Jean-Joseph Kapeller, Crucifixion (1750), peinture murale, église de Lambesc, chapelle de la Croix.

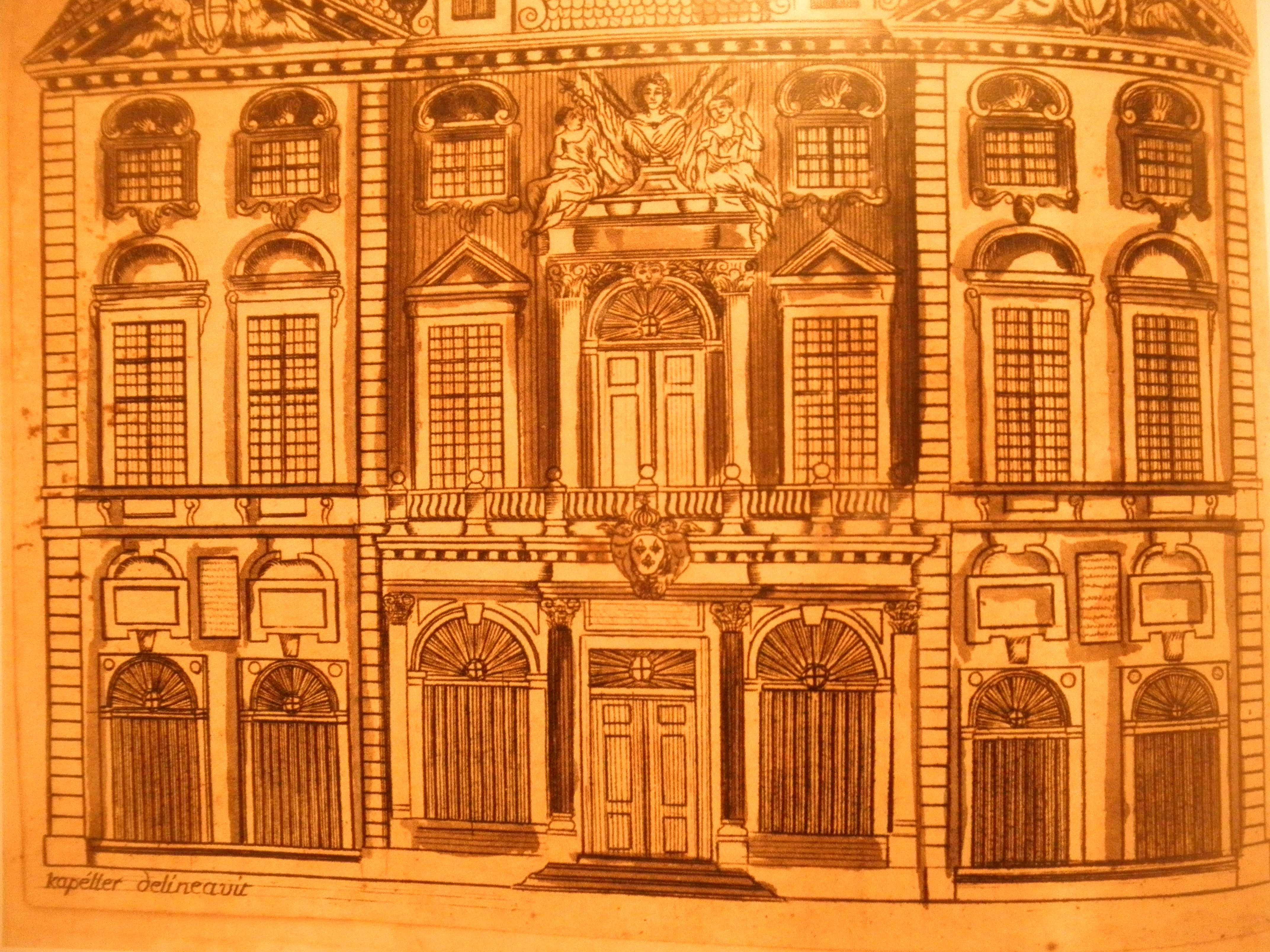
Gravure de l'hôtel de ville, almanach de Grosson, 1771.

#### Collections publiques

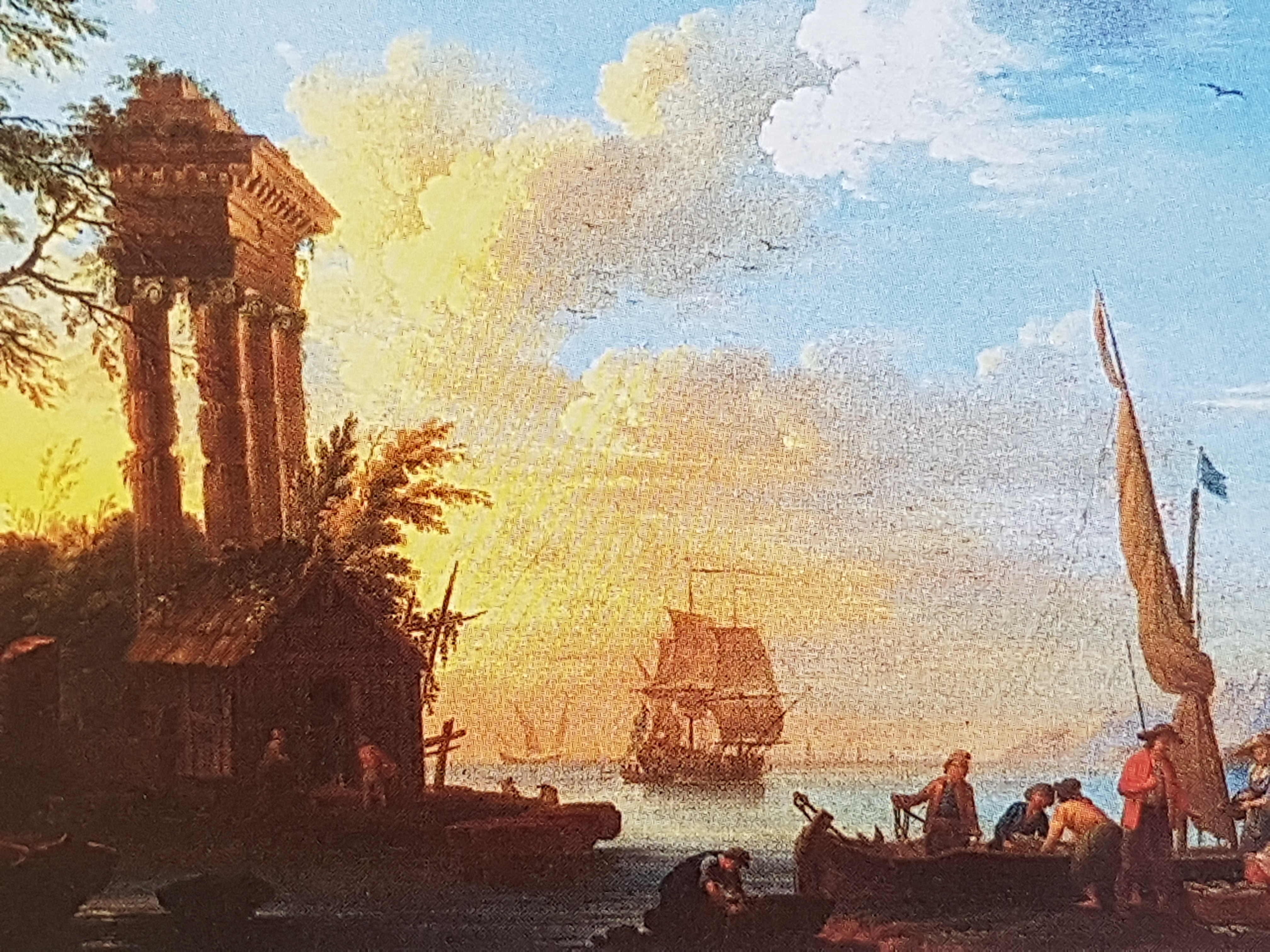
Jean-Joseph Kapeller, Port méditerranéen (1758), Marseille, musée Regards de Provence.

- Lambesc, Église Notre Dame de l'Assomption, chapelle de La Croix : Crucifixion, 1750, peinture murale.
- Marseille :
  - musée des Beaux-Arts :
    - Embarquement du corps expéditionnaire de Minorque au port de Marseille, 1756[42] ;
    - Bord de mer avec ruines[43], anciennement exposé au Château Borély[Note 10] ;
    - Combat Naval[44],[38], anciennement exposé au Château Borély[Note 11].

  - musée Regards de Provence : Port méditerranéen, 1758, huile sur toile[45].
- Toulon, musée d'Art : Paysage avec vieux pont et forêt, plume et lavis de sépia.

#### Œuvres non localisées
- Dessin d'un autel en marbre pour les grands trinitaires, installés près de la Charité à Marseille, 1746[A 7].
- Apparition de la Vierge à saint Victor, 1758, chapelle du prieuré victorin de la Gayolle à La Celle[A 12],[41].
- Peinture en complément d'un tableau du peintre Vial (figure de Sainte Anne seulement) de l'église des trinitaires déchaux dits « de la Palud » à Marseille[46].
- Portraits des bienfaiteurs de l'Hôtel-Dieu de Marseille, 1759.
- L'Ermitage de Notre-Dame des Anges à Mimet, 1767 et Monastère des Dames de Port-Royal des Champs, 1770[47]. L'ouvrage du baron de Zach, L'attraction des montagnes et ses effets sur les fils à plomb ou sur les niveaux des instrumens d'astronomie..., évoque ces deux estampes qui appartiennent à la collection de l'astronome austro-allemand au début du XIXe siècle à la suite d'un achat dans le commerce de l'Art[48].

### Le collectionneur
Jean-Joseph Kapeller complète aussi la collection d'héraldique d'Antoine Nicolas, peintre et dessinateur, grand connaisseur de l'art héraldique et l'augmente considérablement. Le Nobiliaire de Marseille dessiné à partir de 1705 par Antoine Nicolas et que Kapeller a racheté est une ressource essentielle pour lui lorsqu'il reçoit des commandes d'écussons. Le peintre est aussi un collectionneur : une lampe de cuivre à quatre lumignons reproduite dans le Recueil des antiquités et monuments marseillais rédigé par Jean-Baptiste Grosson et publié à Marseille chez Jean Mossy en 1773, planche XXIII, appartient à Kapeller.

### Architecte et géomètre

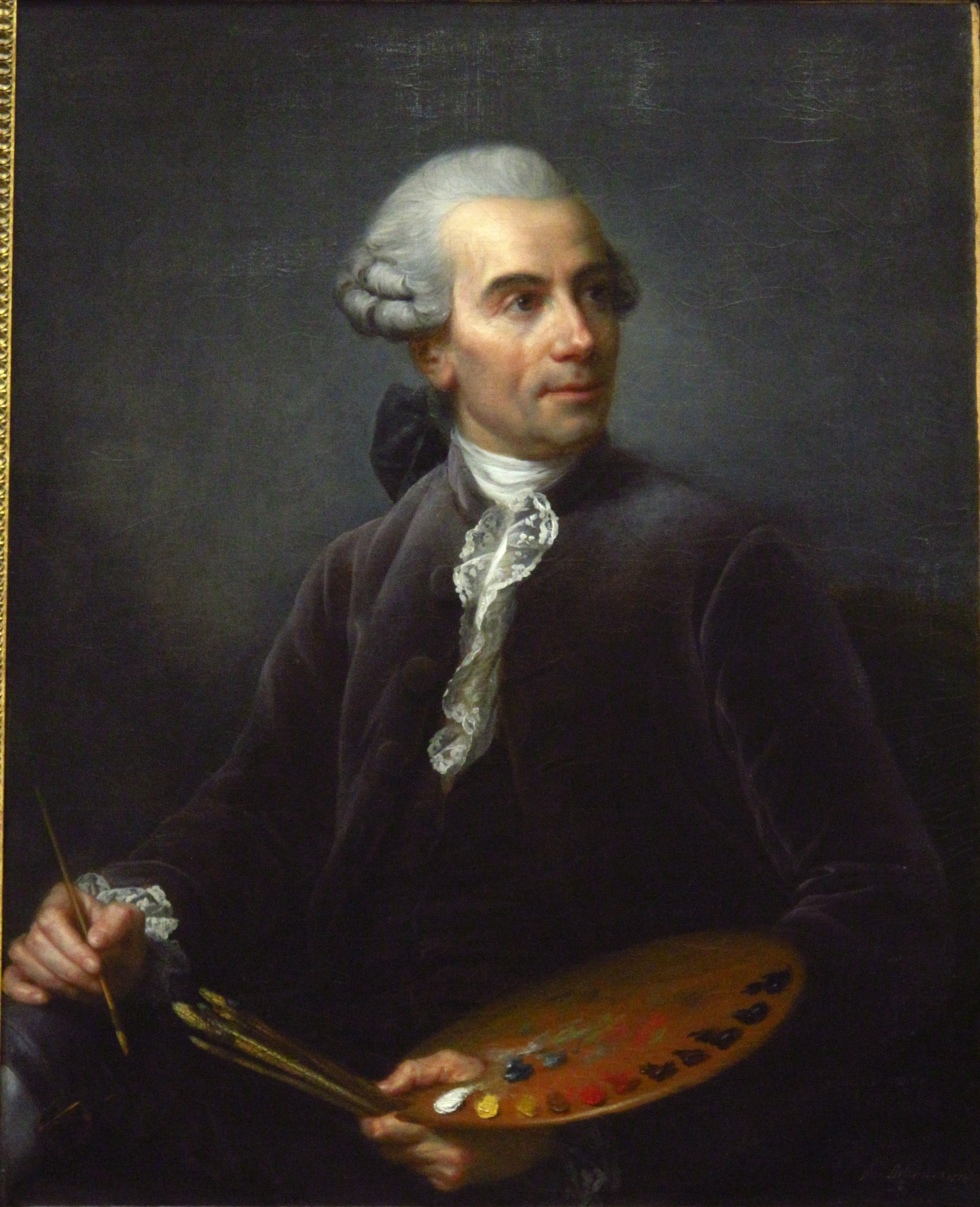
Élisabeth Vigée Le Brun, Joseph Vernet (1778), Paris, musée du Louvre.

Jean-Joseph Kapeller est aussi architecte de formation,. Il exécute des devises et inscriptions pour la ville de Toulon en 1729, pour l'arc de triomphe érigé à l'occasion des réjouissances pour la naissance de Mgr le Dauphin ; il est associé pour ces travaux au peintre Jacques Volaire, père de Pierre-Jacques Volaire et au Père Isnard, oratorien. L'historien Pierre Guiral mentionne aussi de lui un devis avec dessin pour la réfection de l'église de Cassis en 1758. Il conçoit le dessin du catafalque « pour le service à la mémoire du duc de Villars à La Major en 1770. L'architecte dessine aussi le catafalque élevé lors de la messe célébrée à la mort de Louis XV, le 22 juin 1774, à la cathédrale de Marseille. Il réalise encore en janvier 1776 la décoration de la façade de l'hôtel Daviel pour célébrer le rétablissement des parlements voulu par Louis XVI. Kapeller conçoit les deux arcs de triomphe édifiés en 1777 lors du passage à Marseille de Monsieur, comte de Provence (futur Louis XVIII) ».

## Postérité
La plupart de ses œuvres sont perdues et sont extrêmement rares tant sur le marché de l'art que dans les collections publiques. Le premier volume de l'Almanach de Jean-Baptiste Grosson a pour illustration en page de couverture une eau-forte de Kapeller représentant une Vue de l'Hôtel de Ville de Marseille.
Un portrait de Jean-Joseph Kapeller exécuté par le peintre Jean-Marc Nattier, appartient à la collection Gustave Hoche en 1895. Ce tableau est à nouveau proposé en vente aux enchères en 1928 puis le 17 novembre 2015 chez Audap Mirabaud, commissaires priseurs[réf. nécessaire]. Kapeller y est représenté vu de trois-quarts et en buste, vêtu d'un habit brun clair, coiffé d'un mouchoir de soie nouée autour de la tête. Il tient la tête appuyée sur sa main gauche et fait face au spectateur. Au verso de la toile, une mention indique : « Kapeller, peintre. L'un des fondateurs et secrétaires perpétuels de l'Académie de peinture et de sculpture établie à Marseille le 1er janvier 1753. »

### Documentation contemporaine sur le peintre
Il n'existe pas d'ouvrage consacré à Jean-Joseph Kapeller ni de catalogue raisonné de son œuvre. Il convient donc de recenser les livres ou articles dans lesquels le peintre est fréquemment documenté, notamment par le premier biographe de Joseph Vernet, le critique et historien de l'art Léon Lagrange ; également par l'historien et critique d'Art Étienne Parrocel ainsi que par l'archiviste en chef de la Ville de Marseille, Joseph Billioud (1888-1963) qui livre en 1941 une biographie importante sur le peintre. En avril 2014, l'historien Régis Bertrand, membre de l'académie de Marseille, actualise en les précisant, les dernières connaissances sur le peintre dans une étude qui se veut être complémentaire au travail de Joseph Billioud.

### Expositions
- Exposition, salle du Modèle de l'Académie de peinture de Marseille, 29 août 1756, Le Port de Marseille et l'embarquement des munitions de guerre et de bouche que l'on a fait pour l'expédition de l'île de Minorque, par les ordres et en présence de M. le maréchal de Richelieu.
- Salon de Marseille, 1761, deux petits portraits, pastels.
- La revue Mercure de France qui rend compte de l'exposition des ouvrages des membres de l'Académie, mentionne à plusieurs reprises des expositions d'œuvres de Kapeller, en 1756, 1757, 1760, 1761 et 1763.
- Exposition Sous le soleil exactement, Le Paysage en Provence du Classicisme à la Modernité (1750-1920), Marseille et Montréal[58], 2005-2006.
- Exposition Dessin ancien et moderne. Une collection restaurée, du 1er janvier 2013 au 24 février 2013, musée d'Art de Toulon, Paysage.

### Marché de l'art
- Vente Tajan, Paris, 28 novembre 2002 : dessins anciens et du XIXe siècle, lot 57 : Vue d'un port animé, gouache signée au verso Kapeller fecit 1779, 21,5 × 32 cm, vendue 2 000 € (2 419,8 €2016)[59].

#### Monographies
- Léon Lagrange, Joseph Vernet, sa vie, sa famille, son siècle, Bruxelles, A.Labroue, 1858 (BNF 30719131, lire en ligne), p. 53.
- Léon Lagrange, Joseph Vernet et la peinture au XVIIIe siècle, Paris, Librairie Académique Didier, 1864 (BNF 30719137, lire en ligne), p. 66.

#### Articles
- Étienne Parrocel, Annales de la peinture, Paris et Marseille, Ch. Albessard et Bérard, 1862 (lire en ligne), p. 340, 391 et 396.
- Étienne Parrocel, Annales de La Peinture, Discours et Fragments, Marseille, Jean Clappier 27, rue Saint-Ferréol, 1867 (lire en ligne), p. 227-285.
- Étienne Parrocel, « Discours préliminaire sur l'Académie de peinture et de sculpture de Marseille », Réunion des Sociétés des beaux-arts des départements, Paris, Plon-Nourrit,‎ 15 au 19 avril 1884, huitième session, p. 76 .
- Joseph Billioud, « Un tableau de Kapeller : L'Embarquement au Vieux-Port du duc de Richelieu pour Minorque en 1756 », Bulletin I.H.P. (17e année), nos 143 - 144,‎ avril - mai 1940, p. 38.
- Jean-Michel Mathonière et Pierre Mollier, « Deux épigraphes symboliques ou la marque de la maçonnerie et de l'alchimie à Marseille au XVIIIe siècle », Renaissance traditionnelle, Paris, Études maçonniques, no 130,‎ avril 2002, p. 121-128 .
- Régis Bertrand, « Jean-Joseph Kapeller (1706-1790), un artiste dans la cité », Marseille, la revue culturelle de la ville de Marseille, Marseille, Ville de Marseille, no 244,‎ avril 2014, p. 46 à 53 .

#### Dictionnaires
- André Alauzen, Dictionnaire des peintres et sculpteurs de Provence Alpes Côte d'Azur, Marseille, Jeanne Laffitte, 1986 (ISBN 2-86276-441-8, LCCN 87111448), p. 280.
- Jean Chélini (dir.), Félix Reynaud (dir.) et Madeleine Villard (dir.), Dictionnaire des Marseillais, Aix-en-Provence, Académie de Marseille, Édisud, 2001, 368 p. (ISBN 2-7449-0254-3), p. 193. , notice de Régis Bertrand.
- Pierre Sanchez, Dictionnaire des artistes exposant dans les salons des XVIIe et XVIIIe siècles (1673 - 1800), à Paris et en Province, t. II, Dijon, L'Échelle de Jacob, 2004, 594 p. (ISBN 2-913224-47-4), p. 906.
- Emmanuel Bénézit, Dictionnaire critique et documentaire des peintres, sculpteurs, dessinateurs et graveurs, Paris, Gründ, janvier 1999, 968 p. (ISBN 978-2-7000-3010-5).